# Modra portugalka
Modra portugalka, znana tudi kot portugalka, portugizac crni, Portugieser blauer, Portugais noir, Portoghese nero je vinska trta in sorta grozdja, ki se jo goji za pridobivanje mladega rdečega vina.
Sorta najverjetneje izvira s slovenske Štajerske. Na Slovenskem je dokaj razširjena, predvsem v vinorodni deželi Posavje, posebej v Beli krajini. Glede na lego in tla zahteva ta sorta podobne pogoje kot modra frankinja. Primerno je gnojenje trte s kalijem. Sorta je precej občutljiva za peronosporo, oidij in grozdno gnilobo. Trta zahteva srednje dolgo rez, saj v rasti ni preveč bujna. Primerna je za vzgojo v brajdah.
Grozd portugalke je srednje velik in nabit s krilcem in piramidaste oblike. Srednje velike, okrogle ali jajčaste jagode imajo tanko kožico, so temno modre barve z belkastim oprhom. Tro- ali petdelno listje je veliko okroglasto, globokih zarez z ostro nazobčanim robom, živo zelene barve, ki v jeseni pordeči. Spomladi pozneje odganja, zori pa bolj zgodaj, približno v istem času kot Gamay.
Vino je temnordeče barve, milega sadnega okusa in svežega prijetnega, neizrazitega vonja. Običajno ima nižjo alkoholno stopnjo in nižjo kislino, kar jo dela neobstojno za staranje. Največkrat se prodaja kot mlado vino ali mošt, pogosto pa se dodaja drugim sortam, predvsem vinom tipa rosé.